# アメリカ独立宣言の署名

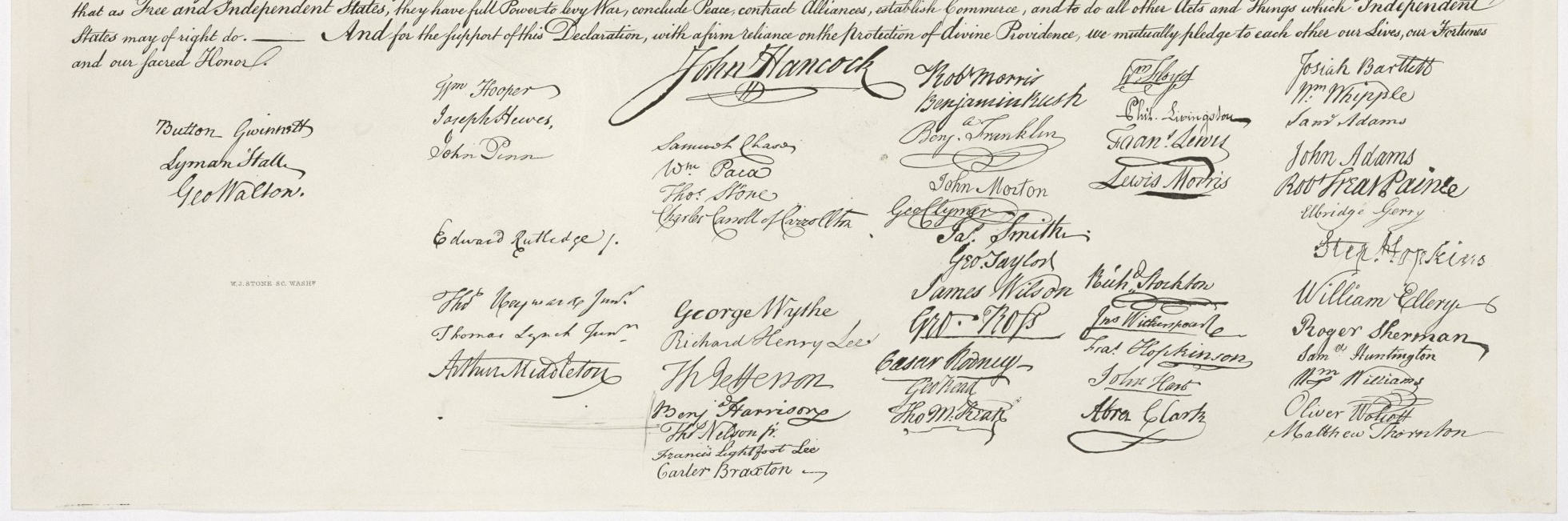
アメリカ独立宣言の署名の部分

アメリカ独立宣言の署名（アメリカどくりつせんげんのしょめい）は、主に1776年7月4日、ペンシルベニア植民地フィラデルフィアのペンシルバニア植民地会議議事堂（現在の独立記念館）で行われた。第2回大陸会議には13植民地の代表者56人が参加したが、そのうち12の植民地が同年7月2日に独立宣言の承認を決議した。ニューヨーク植民地の代表団は、オールバニから独立宣言への投票の指示をまだ受けていなかったため承認を棄権した。独立宣言では、署名した植民地が「自由かつ独立した国家」となり、グレートブリテン王国の植民地ではなくなり、大英帝国の一部でもなくなることが宣言された。署名者の名前は、大陸会議の議長であるジョン・ハンコックを除いて、植民地ごとにまとめられている。植民地は地理的に南から北に向かって配置されており、ジョージア植民地のバトン・グインネットが最初、ニューハンプシャー植民地のマシュー・ソーントンが最後となっている。
宣言文の最終草案は7月4日に大陸会議で承認されたが、その署名日については歴史家の間で長い間議論されてきた。ほとんどの歴史家は、一般に信じられている7月4日ではなく、採択から約1か月後の8月2日に署名されたと結論づけている。

## 署名の日付

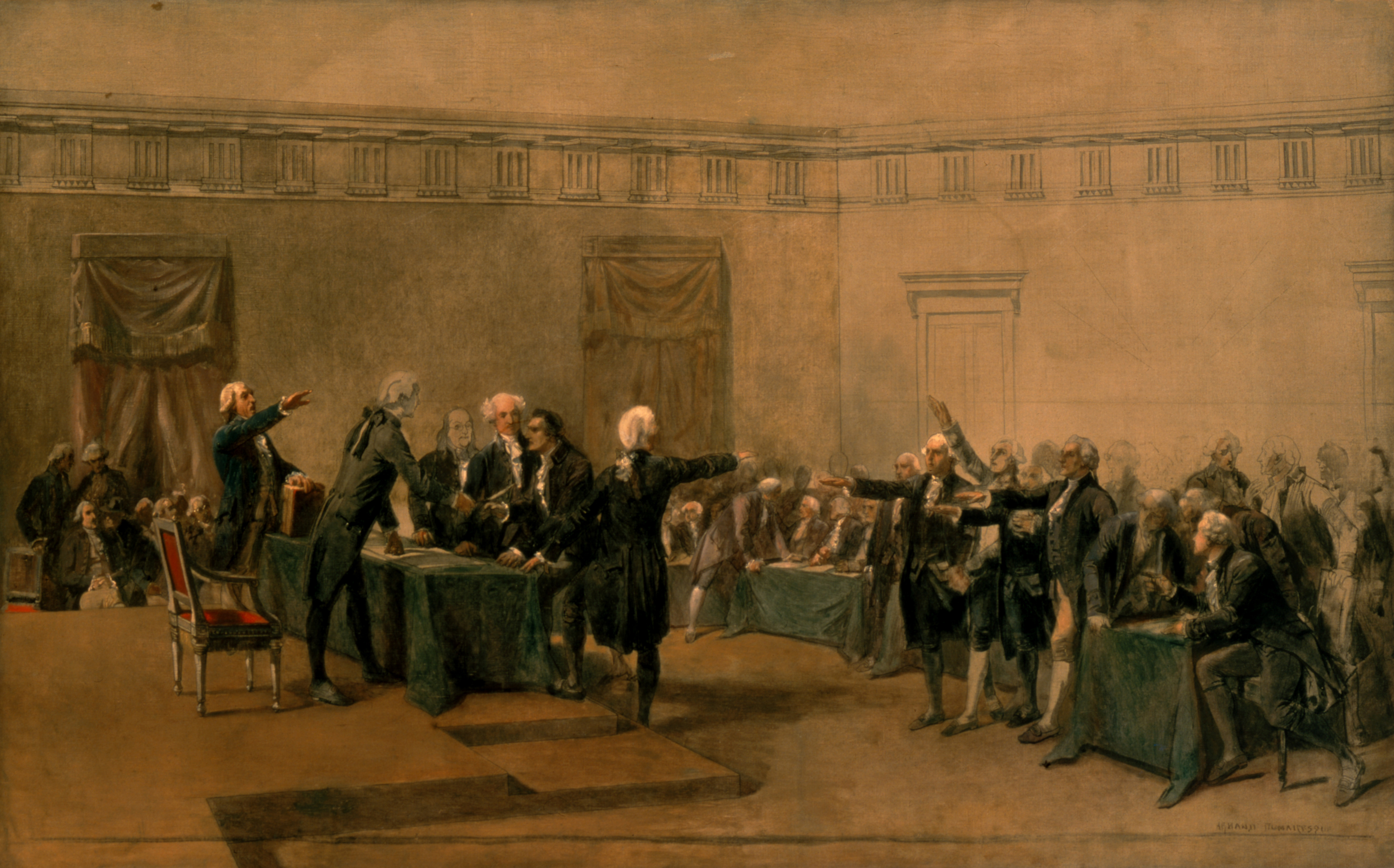
チャールズ・エドゥアール・アルマン・デュマレスク画『アメリカ合衆国の独立宣言』(The Declaration of Independence of the United States of America)（1873年頃）。1980年代後半からホワイトハウスに掲げられている。

第2回大陸会議は、1776年7月4日、13植民地のうち12の植民地の賛成（ニューヨークは棄権）により独立宣言を採択した。宣言文が署名された日付については、長い間、議論の対象となってきた。トーマス・ジェファーソン、ベンジャミン・フランクリン、ジョン・アダムズの3人は、1776年7月4日に採択され、会議で署名を行ったと書いている。この主張は、7月4日という日付が入った宣言書の署名入りコピーによって裏付けられている。この日付は、さらに大陸会議の公式な公式記録である会議日誌でも裏付けられている。1776年の議事録は1777年に初めて出版されたが、7月4日の項目には、その日に宣言書が封入され、署名されたことが記されている（公式コピーは手書き）。
1796年、署名者の一人であるトマス・マッキーンは、宣言の署名日が7月4日であるということに対し異議を唱え、署名者の中にはその日以降に会議に選出された者を含め、その日には出席していない者もいることを指摘した。マッキーンは、「その日も、その後何日も、誰も署名しなかった」と書いている。1821年に出版された『会議の秘密日誌』(Secret Journals of Congress)により、マッキーンの主張が支持されるようになった。『秘密日誌』には、宣言に関するそれまで未発表だった2つの記述があった。
7月15日、ニューヨーク植民地の代表者たちは、大陸会議から宣言文に同意する許可を得た。『秘密日誌』の7月19日の項には次のように書かれている。
4日に可決された宣言は、"The unanimous declaration of the thirteen united states of America"（アメリカ13州の全会一致の宣言）というタイトルとスタイルで羊皮紙に公正に刻まれ、その後に会議の全メンバーによって署名されることが決議された。
8月2日の項には次のように書かれている。
独立宣言書はテーブルに置かれ、メンバーによって署名された。
1884年、歴史家のメレン・チェンバレンは、有名な署名入りの宣言文は7月19日の決議後に作成され、8月2日まで会議で署名されなかったことをこれらの記述が示していると主張した。その後の研究で、署名者の多くが7月4日には会議に出席していなかったこと、また8月2日以降に署名を行った署名者がいたことが確認されている。ジェファーソンもアダムスも、署名式は7月4日に行われたという信念を崩していないが、ほとんどの歴史家は、デヴィッド・マカルーがジョン・アダムズの伝記の中で述べた「代表者全員が出席するような場面は、フィラデルフィアでは起こらなかった」という主張を受け入れている。

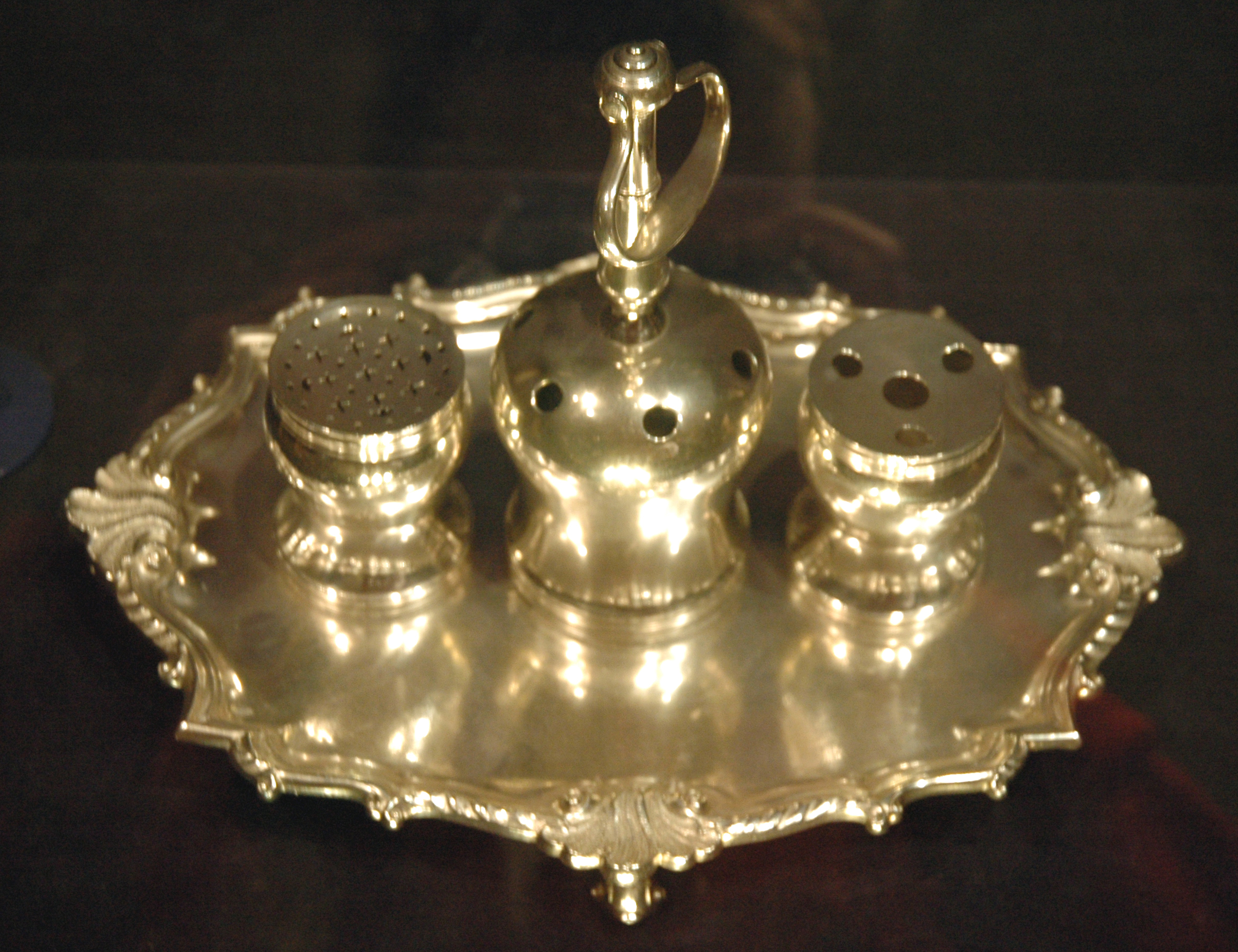
独立宣言や1787年の合衆国憲法の署名の際に使用されたシングのインクスタンド

法制史家のウィルフレッド・リッツは1986年に、約34人が7月4日に宣言書に署名し、その他の署名者は8月2日以降に署名したと結論づけた。リッツは、ジェファーソン、アダムス、フランクリンが述べていたように、宣言書のコピーは7月4日に会議で署名されたものであり、3人とも勘違いしていたというのはありえないと主張している。リッツは、マッキーンの証言には疑問があり、歴史家たちは7月19日の決議を誤って解釈していたと考えている。リッツによれば、この決議は新しい文書の作成を求めたものではなく、既存の文書に新しいタイトルをつけることを求めたものであり、ニューヨーク植民地が他の12植民地と一緒に独立を宣言した後に必要となったものであるという。また、7月19日の決議にある「会議の全議員によって署名された」という文言は、4日に宣言文に署名していなかった代議員にも署名が求められたことを意味するとしている。

## 署名者

### 一覧
アメリカ独立宣言に署名した56人の署名者は、以下の通りである。
| 大陸会議議長 1. ジョン・ハンコック（マサチューセッツ湾植民地） ニューハンプシャー植民地 2. ジョサイア・バートレット 3. ウィリアム・ホィップル 4. マシュー・ソーントン マサチューセッツ湾植民地 5. サミュエル・アダムズ 6. ジョン・アダムズ 7. ロバート・トリート・ペイン 8. エルブリッジ・ゲリー ロードアイランド植民地 9. スティーヴン・ホプキンス 10. ウィリアム・エラリー コネチカット植民地 11. ロジャー・シャーマン 12. サミュエル・ハンティントン 13. ウィリアム・ウィリアムス 14. オリヴァー・ウォルコット ニューヨーク植民地 15. ウィリアム・フロイド 16. フィリップ・リビングストン 17. フランシス・ルイス 18. ルイス・モリス | ニュージャージー植民地 19. リチャード・ストックトン 20. ジョン・ウィザースプーン 21. フランシス・ホプキンソン 22. ジョン・ハート 23. エイブラハム・クラーク ペンシルベニア植民地 24. ロバート・モリス 25. ベンジャミン・ラッシュ 26. ベンジャミン・フランクリン 27. ジョン・モートン 28. ジョージ・クライマー 29. ジェイムズ・スミス 30. ジョージ・テイラー 31. ジェイムズ・ウィルソン 32. ジョージ・ロス デラウェア植民地 33. シーザー・ロドニー 34. ジョージ・リード 35. トマス・マッキーン メリーランド植民地 36. サミュエル・チェイス 37. ウィリアム・パカ 38. トマス・ストーン 39. チャールズ・キャロル | バージニア植民地 40. ジョージ・ワイス 41. リチャード・ヘンリー・リー 42. トーマス・ジェファーソン 43. ベンジャミン・ハリソン 44. トマス・ネルソン・ジュニア 45. フランシス・ライトフット・リー 46. カーター・ブラクストン ノースカロライナ植民地 47. ウィリアム・フーパー 48. ジョセフ・ヒューズ 49. ジョン・ペン サウスカロライナ植民地 50. エドワード・ラトリッジ 51. トマス・ヘイワード・ジュニア 52. トマス・リンチ・ジュニア 53. アーサー・ミドルトン ジョージア植民地 54. バトン・グインネット 55. ライマン・ホール 56. ジョージ・ウォルトン |

### 詳細
1776年7月初旬の独立に関する投票の際に会議に出席していたと思われる約50人の代表者のうち、宣言書に署名しなかった代表者は、ジョン・アルソップ、ジョージ・クリントン、ジョン・ディキンソン、チャールズ・ハンフリーズ、ロバート・リビングストン、ジョン・ロジャース、トーマス・ウィリング、ヘンリー・ウィズナーの8人である。クリントン、リビングストン、ウィズナーは、署名が行われたときには会議を離れて職務に就いていた。ウィリングとハンフリーズは独立決議に反対票を投じ、8月2日の調印前にペンシルベニア植民地代表団から外れていた。ロジャースは独立決議に賛成していたが、8月2日には代表者ではなくなっていた。アルソップはイギリスとの和解を支持していたため、独立宣言に署名することなく代表者を辞任した。ディキンソンは、独立宣言は時期尚早だと考えて署名を拒否したが、会議には残った。ジョージ・リードは独立決議に反対票を投じ、ロバート・モリスは投票を棄権したが、2人とも宣言書に署名した。
独立宣言の署名の中でも最も有名なのはジョン・ハンコックの署名である。ハンコックは大陸会議の議長として最初に署名をしたと考えられている。ハンコックの大きくて派手な署名は象徴的なものとなり、アメリカでは「ジョン・ハンコック」という言葉が「署名」の非公式な同義語として使われたことがあった。後に大統領となるトーマス・ジェファーソンやジョン・アダムズも署名者に名を連ねていた。署名者の中で最年少は26歳のエドワード・ラトリッジ、最年長は70歳のベンジャミン・フランクリンだった。

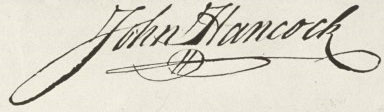
独立宣言における象徴的なジョン・ハンコックの署名。横幅は約5 inである。

ウィリアム・フーパーやサミュエル・チェイスなど、宣言が討議されたときに仕事で不在だった代表者もいたが、8月2日には署名のために会議に戻ってきていた。また、ルイス・モリス、オリヴァー・ウォルコット、トマス・マッキーン、そしておそらくエルブリッジ・ゲリーなど、宣言文の討議時には出席していたものの、8月2日以降に署名した代表者もいた。リチャード・ヘンリー・リーとジョージ・ワイスは7月と8月にはバージニアに帰っていたが、9月には議会に戻り、宣言書に署名した。
また、新たに会議に参加した代表者も署名することができた。マシュー・ソーントン、ウィリアム・ウィリアムス、ベンジャミン・ラッシュ、ジョージ・クライマー、ジェイムズ・スミス、ジョージ・テイラー、ジョージ・ロス、チャールズ・キャロルの8人は、7月4日より後に代表者になったが、宣言書に署名した。マシュー・ソーントンが代表者になったのは11月である。ソーントンが署名する頃には、ニューハンプシャー植民地の代表者の場所に名前を書くスペースがなかったので、ソーントンは署名を文書の最後に書いた。
宣言文の最初の出版物は、ダンラップ・ブロードサイド(Dunlap broadside)だった。この出版物には、議会議長のジョン・ハンコックと書記のチャールズ・トムソンの名前のみが記載されていた。1777年1月18日、議会が署名者の名前を記載した「認証された写し」を13州に送るように命令するまで、一般市民は誰が署名したのか知ることができなかった。この写しはゴダード・ブロードサイド(Goddard Broadside)と呼ばれ、ほぼ全ての署名者が記載された最初のものである。ただし、トマス・マッキーンの署名のみこの版には記されておらず、この時点で署名していなかった可能性がある。書記のチャールズ・トムソンは宣言書には署名しておらず、ダンラップ・ブロードサイドには掲載されていても、ゴダード・ブロードサイドにはトムソンの名前は掲載されていない。

## 伝説
数年後、宣言書がアメリカ独立宣言の重要なシンボルになると、宣言書の署名にまつわる様々な伝説が生まれた。ある有名な話では、ジョン・ハンコックが、会議が宣言書に署名したことで、議員は「全員で一緒に絞首刑にならなければならない」と言ったとされ、それに対しベンジャミン・フランクリンが「そうだ、確かに我々は皆一緒に絞首刑にならなければならない。あるいは、最も確実には、我々は皆別々に絞首刑になるだろう」と応えたという。この話が活字になった最古のものは、1837年にロンドンのユーモア雑誌に掲載されたものである。

### 情報源
- Boyd, Julian P., ed. The Papers of Thomas Jefferson, vol. 1. Princeton University Press, 1950.
- Boyd, Julian P. "The Declaration of Independence: The Mystery of the Lost Original". Pennsylvania Magazine of History and Biography 100, number 4 (October 1976), 438–67.
- Burnett, Edward Cody. The Continental Congress. New York: Norton, 1941.
- Friedenwald, Herbert. The Declaration of Independence: An Interpretation and an Analysis. New York: Macmillan, 1904. Accessed via the Internet Archive.
- Hazelton, John H. The Declaration of Independence: Its History. Originally published 1906. New York: Da Capo Press, 1970. ISBN 0-306-71987-8. 1906 printing available on Google Book Search
- Maier, Pauline. American Scripture: Making the Declaration of Independence.  New York: Knopf, 1997. ISBN 0-679-45492-6.
- Malone, Dumas. The Story of the Declaration of Independence. New York: Oxford University Press, 1975. A picture book with text by a leading Jefferson scholar.
- Ritz, Wilfred J. "The Authentication of the Engrossed Declaration of Independence on July 4, 1776". Law and History Review 4, no. 1 (Spring 1986): 179–204.
- United States Continental Congress. Secret journals of the acts and proceedings of Congress, from the first meeting thereof to the dissolution of the Confederation, vol. 1, p. 46. Boston: Thomas B. Wait, 1820.
- Warren, Charles. "Fourth of July Myths." The William and Mary Quarterly, Third Series, vol. 2, no. 3 (July 1945): 238–72.
- Wills, Garry. Inventing America: Jefferson's Declaration of Independence. Garden City, New York: Doubleday, 1978. ISBN 0-385-08976-7.